# Tylosis suturalis
Tylosis suturalis là một loài bọ cánh cứng trong họ Cerambycidae.